# Spoorlijn Förtha - Gerstungen
De spoorlijn tussen Förtha - Gerstungen was een Duitse spoorlijn als spoorlijn 6294 onder beheer van DB Netz.

## Geschiedenis
Het traject werd in Oost-Duitsland aangelegd om grens passages met West-Duitsland te voorkomen.
Het traject werd door de Deutsche Reichsbahn in 1962 geopend.
In 1992 werd de lijn gesloten, toen het oorspronkelijke traject heropend werd.

## Treindiensten

### DR
De Deutsche Reichsbahn verzorgde het personenvervoer op dit traject met RB treinen.

## Aansluitingen
In de volgende plaatsen was er een aansluiting van de volgende spoorwegmaatschappijen:

### Förtha
- Werrabahn spoorlijn tussen Eisenach en Lichtenfels

### Gerstungen
- Thüringer Bahn spoorlijn tussen Halle en Bebra
- Gerstungen - Vacha spoorlijn tussen Gerstungen en Vacha